# Spuistraat

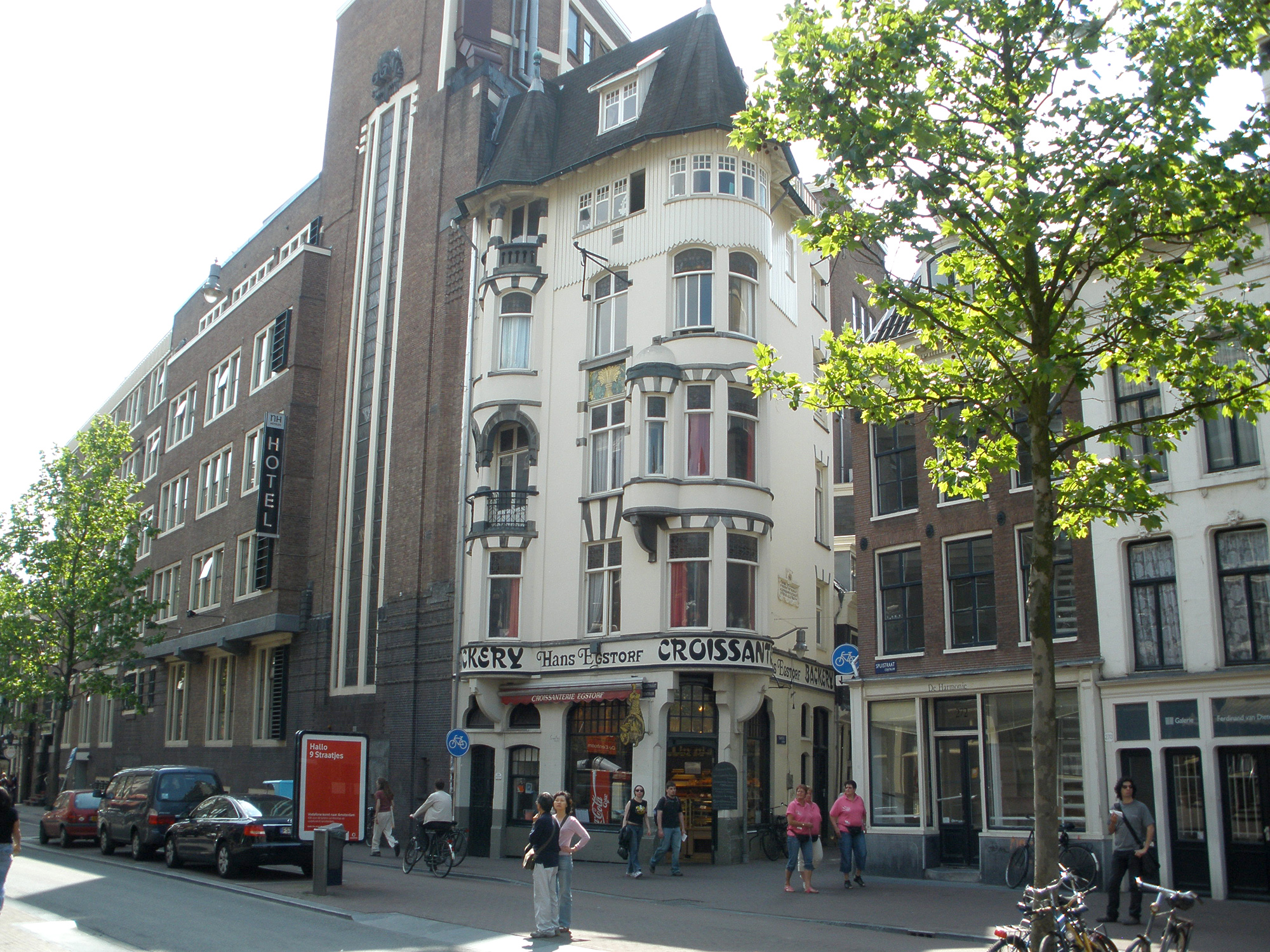
Vue de la boulangerie D.C Stahle sur la Spuistraat.

Spuistraat est une artère urbaine de la ville d'Amsterdam. 

## Situation et accès
Située dans l'arrondissement Centrum, elle relie la place du Hekenveld, située dans le prolongement de la gare centrale d'Amsterdam au Spui. Elle est parallèle au Singel et au Nieuwezijds Voorburgwal, et suit un axe nord-sud. Au niveau du Paleis op de Dam, elle est croisée par Raadhuisstraat et Paleisstraat.

## Historique
Toute comme le Nieuwezijds Voorburgwal, Spuistraat était autrefois un canal connu sous le nom de Nieuwezijds Achterburgwal, et qui fut rebouché en 1867. Ce dernier faisait partie de la ville médiévale d'Amsterdam, et constituait la frontière ouest de la ville, et du quartier de Nieuwezijde.

## Bâtiments remarquables et lieux de mémoire
Une petite section de la rue située entre Korte Kolksteeg et Korte Korsjespoortsteeg abrite quelques vitrines de prostituées, et constitue l'un des quartiers rouges de la ville.